# 輸出・国際局
輸出・国際局（ゆしゅつ・こくさいきょく）は、農林水産省の内部部局の一つ。省内の輸出関連施策を中心に直接実行し、省横断的に強力に指揮、指導するとともに、対外関係や国際協力などの業務の全体的な調整を一元的に実施する。

## 沿革
- 2021年7月1日 - 食料産業局輸出部門と大臣官房国際部を統合し、設置。

## 組織
- 総務課
- 輸出企画課
- 輸出支援課
- 国際地域課
- 国際経済課
- 知的財産課
- 参事官

## 歴代局長
| 代 | 氏名     | 在任期間                     | 前職                                                 | 退任後の役職等     |
| -- | -------- | ---------------------------- | ---------------------------------------------------- | ------------------ |
| 1  | 渡邉洋一 | 2021年7月1日 - 2022年6月28日 | 経済産業省大臣官房審議官                             | 農林水産省畜産局長 |
| 2  | 水野政義 | 2022年6月28日 - 2024年7月5日 | 農林水産省大臣官房総括審議官（新事業・食品産業担当） | 退職               |
| 3  | 森重樹   | 2024年7月5日 - 2025年7月1日  | 東海農政局長                                         | 辞職               |
| 4  | 杉中淳   | 2025年7月1日 - 現職          | 農林水産省経営局長                                   |                    |